# 神保侑典
神保 侑典（じんぼ ゆうすけ、1986年11月3日 - ）は、富山県滑川市出身のクラシック・ギタリスト。

## 人物
幼少よりギター愛好家の父親からクラシック・ギターの手ほどきを受け、11歳より四十谷隆司に師事。2005年、富山県立呉羽高等学校音楽コースを卒業。卒業後ドイツに渡り、2005年よりケルン音楽大学アーヘン校にて佐々木忠、2011年よりカールスルーエ音楽大学にてアンドレアス・フォン・ヴァンゲンハイムに師事。これまでにT. ミュラー=ペリング、H. ケッペル、R. アウセル、M. ディラ、J. ペロワ、P. シュタイドル、H. スミス等のマスタークラスを受講。
2011年、カールスルーエ音楽大学修了前後より、ドイツにて独奏・室内楽等の演奏活動を行うほか、ドルマーゲン音楽学校、リタ・コットナー音楽学校、バーデン州立カールスルーエ・コンサーバトリウム、ラーヴ音楽学校等で指導を行う。2018年7月に帰国後、富山に拠点をおく。同年8月帰国リサイタルを開く。